# 오카다 쇼헤이
오카다 쇼헤이(일본어: 岡田 翔平, 1989년 4월 29일 ~ )는 일본의 축구 선수이다.

## 구단 경력
그는 2011년부터 2020년까지 J리그의 사간 도스, 쇼난 벨마레, 더스파구사쓰 군마에서 활동하였다.